# Макс Фольмер
Макс Фольмер (Німецька: [ˈfɔlmɐ]; нар. 3 травня 1885— пом. 3 червня 1965) — німецький фізико-хімік, який зробив важливий внесок в електрохімію, зокрема в кінетику електродів. Він спільно розробив рівняння Батлера–Фольмера. Фольмер очолював і був директором Інституту фізичної хімії та електрохімії Берлінської вищої технічної школи в Шарлоттенбурзі. Після Другої світової війни поїхав до Радянського Союзу, де очолив конструкторське бюро з виробництва важкої води. Після повернення до НДР через десять років він став професором Берлінського університету імені Гумбольдта та президентом Академії наук НДР.

## Освіта
З 1905 до 1908 рік Фольмер вивчав хімію в Марбурзькому університеті імені Філіппа. Після цього він поїхав до Лейпцизького університету, де здобув докторський ступінь у 1910 році за дисертацію про фотохімічні реакції у високому вакуумі. У 1912 році він став асистентом викладача в Лейпцигу, а після закінчення там габілітації у 1913 році став приват-доцентом університету.

## Кар'єра

### Перші роки
У 1916 році Фольмер почав працювати над військовими дослідженнями в Інституті фізичної хімії Університету Фрідріха-Вільгельма (сьогодні Берлінський університет імені Гумбольдта). З 1918 до 1920 рік він проводив дослідження в галузі промисловості в Auergesellschaft у Берліні. У 1919 році він винайшов ртутний паровий ежектор й опублікував статтю разом з Отто Штерном, у якій було описано рівняння, яке назвали прізвищами авторів. Крім того, він описав ізотерму Фольмера.
У 1920 році Фольмера призначили екстраординарним професором фізичної хімії та електрохімії у Гамбурзькому університеті. У 1922 році він отримав посади ординарного професора та директора Інституту фізичної хімії та електрохімії Берлінської вищої технічної школи (Шарлоттенбург); посаду раніше обіймав Вальтер Нернст. Саме під час перебування там він відкрив міграцію адсорбованих молекул, відому як дифузія Фольмера. У 1930 році він опублікував статтю, у якій описав рівняння Батлера-Фолмера, на основі більш ранньої роботи Джона Альфреда Валентина Батлера. Ця робота лягла в основу феноменологічної кінетичної електрохімії.

### У Радянському Союзі
Фольмер, Манфред фон Арденне, директор його приватної лабораторії Forschungslaboratoriums für Elektronenphysik, Густав Герц, лауреат Нобелівської премії та директор дослідницької лабораторії II у Siemens, і Петер Адольф Тіссен, ординарний професор Берлінського університету Гумбольдта та директор Інституту фізичної хімії та електрохімії Кайзера у Далемі уклали угоду. Пакт був запорукою того, що той, хто першим вступить у контакт з Радянським Союзом, буде говорити за решту. Вони переслідували три цілі: (1) запобігти розграбовуванню їхніх інститутів, (2) продовжувати їхню роботу з мінімальними перервами та (3) захистити себе від судового переслідування за будь-які політичні дії минулого. До кінця Другої світової війни Тіссен, член нацистської партії, мав контакти з комуністами. 27 квітня 1945 року Тіссен прибув до інституту фон Арденна на броньованій машині з майором Радянської Армії, який також був провідним радянським хіміком. Усіх чотирьох учасників пакту вивезли до Радянського Союзу. Герц став головою Інституту G в Агудзері (Agudzery), близько 10 км на південний схід від Сухумі та передмістя Гульрипши. Фольмера спочатку призначили в інститут Герца. Теми, доручені Інституту Густава Герца G: (1) Розділення ізотопів шляхом дифузії в потоці інертних газів, під керівництвом Густава Герца, (2) Розробка конденсаційного насоса, на чолі з Юстусом Мюленпфордтом, (3) Розробка та створення мас-спектрометру для визначення ізотопного складу урану, керівником якого був Вернер Шютце, (4) Розробка безкаркасних (керамічних) дифузійних перегородок для фільтрів, очолював Рейнхольд Райхман, та (5) Розробка теорії стійкості та управління дифузійним каскадом, керівником якої був Хайнц Барвіч; Барвич був заступником Герца в Siemens. Фон Арденне став на чолі Інституту А в Сінопі, передмісті Сухумі.
Наприкінці січня 1946 року Фольмера направили до Науково-дослідного інституту-9 (НДІ-9, НДІ № 9) у Москві. Фольмер отримав конструкторське бюро для роботи з виробництва важкої води; Роберт Депель також працював у НДІ-9. Група Фольмера у складі фізико-хіміка Віктора Баєрля та фізика Густава Ріхтера, очолювані О. М. Розеном, розробила процес виробництва важкої води, шляхом дистилювання аміаку. Будівництво заводу з виробництва в Норильську завершили у 1948 році, після чого група Фольмера працювала з групою Зінаїди Єршової, яка займалася отриманням ізотопів плутонію.

### Повернення до Німеччини
У березні 1955 року Фольмер повернувся до НДР. Він отримав національну премію Радянського Союзу першого ступеня «Hervorragender Wissenschaftler des Volkes» («Видатний учений народу»). 1 травня 1955 року він став ординарним професором Берлінського університету імені Гумбольдта. 10 листопада 1955 року став членом Вищої ради з атомної енергетики при Раді міністрів Німецької Демократичної Республіки. З 8 грудня 1955 до 1959 рік він обіймав посаду президента Німецької академії наук, потім — віцепрезидента до 1961 року. З 27 серпня 1957 року він став першим членом Forschungsrat НДР.
У Берлінському технічному університеті, де Фольмер працював стільки років, на його честь назвали лабораторію з біофізичної хімії. Також на честь Фольмера назвали вулиці в Адлерсхофі, Потсдамі та Гільдені.

## Особисте життя
Фольмер одружився з фізико-хіміком Лотте Пуш. Макс і Лотте знали та спілкувалися з фізиком Лізою Майтнер і хіміком Отто Ганом з 1920-х років.

## Вибіркова бібліографія

### Статті
- O. Stern and M. Volmer Über die Abklingzeit der Fluoreszenz, Physik. Zeitschr. 20 183—188 (1919), як цитується в Mehra and Rechenberg, том 1, частина 2, 2001, 849.
- T. Erdey-Grúz і M. Volmer Z. Phys. Chem. 150 (A) 203—213 (1930)

### Книги
- Макс Фольмер, Kinetik der Phasenbildung (1939)
- Макс Фольмер, Zur Kinetik der Phasenbildung und der Elektrodenreaktionen. Acht Arbeiten. (Akademische Verlagsgesellschaft Geest & Portig K.-G., 1983)
- Макс Фольмер і Л. Дунш, Zur Kinetik der Phasenbildung und Elektrodenreaktion. Acht Arbeiten. (Deutsch Harri GmbH, 1983)

- Heinemann-Grüder, Andreas Keinerlei Untergang: German Armaments Engineers during the Second World War and in the Service of the Victorious Powers in Monika Renneberg and Mark Walker (editors) Science, Technology and National Socialism 30–50 (Cambridge, 2002 paperback edition) ISBN 0-521-52860-7
- Hentschel, Klaus (editor) and Ann M. Hentschel (editorial assistant and translator) Physics and National Socialism: An Anthology of Primary Sources (Birkhäuser, 1996) ISBN 0-8176-5312-0
- Kruglov, Arkadii The History of the Soviet Atomic Industry (Taylor and Francis, 2002)
- Mehra, Jagdish, and Rechenberg, Helmut The Historical Development of Quantum Theory. Volume 1 Part 2 The Quantum Theory of Planck, Einstein, Bohr and Sommerfeld 1900—1925: Its Foundation and the Rise of Its Difficulties. (Springer, 2001) ISBN 0-387-95175-X
- Naimark, Norman M. The Russians in Germany: A History of the Soviet Zone of Occupation, 1945—1949 (Hardcover — Aug 11, 1995) Belknap
- Sime, Ruth Lewin Lise Meitner: A Life in Physics (University of California, First Paperback Edition, 1997)
- Oleynikov, Pavel V. German Scientists in the Soviet Atomic Project, The Nonproliferation Review Volume 7, Number 2, 1 — 30 (2000). The author has been a group leader at the Institute of Technical Physics of the Russian Federal Nuclear Center in Snezhinsk (Chelyabinsk-70).